# 187 Lamberta
187 Lamberta eller 1946 LB är en asteroid i asteroidbältet, upptäckt 11 april 1878 av den franske astronomen Jérôme Eugène Coggia vid Marseille-observatoriet, Frankrike. Asteroiden har blivit uppkallad efter Johann Heinrich Lambert.